# Верхня Алабуга
Верхня Ала́буга (рос. Верхняя Алабуга) — присілок у складі Звіриноголовського округу Курганської області, Росія.
Населення — 255 осіб (2010, 391 у 2002).
Національний склад станом на 2002 рік:
- росіяни — 71 %